# Eunoe mammiloba
Eunoe mammiloba är en ringmaskart som beskrevs av Voldemar Czerniavsky 1882. Eunoe mammiloba ingår i släktet Eunoe och familjen Polynoidae. Inga underarter finns listade i Catalogue of Life.